# Gonçalo Brandão
Gonçalo Brandão (ur. 9 października 1986 w Lizbonie) – portugalski piłkarz występujący najczęściej na pozycji środkowego obrońcy, chociaż w reprezentacji grywa na lewej stronie defensywy. Od 2014 roku gra w CF Os Belenenses, do którego jest wypożyczony z Parmy.

## Kariera klubowa
Gonçalo Brandão jest wychowankiem CF Os Belenenses. W lidze portugalskiej zadebiutował 18 października 2003 w przegranym 1:4 meczu z FC Porto, w którym strzelił honorową bramkę dla swojej drużyny. W debiutanckim sezonie rozegrał łącznie 12 spotkań, w tym 6 w podstawowym składzie, jednak w kolejnych rozgrywkach zanotował już tylko 4 występy. Latem 2005 Brandão został wypożyczony do Charltonu Athletic, jednak w sezonie 2005/2006 nie wystąpił w żadnym spotkaniu Premier League. Pierwszy mecz po powrocie do Belenenses rozegrał 4 lutego 2007 z Vitórią Setúbal.
W czerwcu 2008 portugalski obrońca podpisał kontrakt z włoską Sieną. W Serie A zadebiutował dopiero 20 grudnia, kiedy to Siena przegrała 1:2 z Interem Mediolan. Od tego czasu Brandão stał się podstawowym zawodnikiem swojego klubu i do końca sezonu 2008/2009 wystąpił w 20 ligowych pojedynkach. Siena w Serie A zajęła 14. miejsce. Od początku kolejnych rozgrywek Portugalczyk na środku obrony grywał najczęściej z Claudio Terzim lub Daniele Ficagną. W 2011 roku przeszedł do Parmy. W sezonie 2012/2013 był wypożyczony do Ceseny, a latem 2013 wypożyczono go do CFR 1907 Cluj. W 2014 roku został wypożyczony do CF Os Belenenses.

## Kariera reprezentacyjna
Brandão ma za sobą występy w młodzieżowych reprezentacjach Portugalii. W seniorskej kadrze zadebiutował 31 marca 2009 w zwycięskim 2:0 towarzyskim meczu z RPA rozegranym w szwajcarskiej Lozannie. Kolejny mecz rozegrał 10 czerwca, a Portugalia zremisowała w Tallinnie 0:0 z Estonią. Selekcjoner reprezentacji Carlos Queiróz w obu tych spotkaniach wystawiał Brandão na lewej obronie, bowiem w środku defensywy zapewnione miejsce w kadrze mają tacy zawodnicy jak Ricardo Carvalho, Pepe, Bruno Alves i Rolando.